# Tigers de Clemson

Logo de l'Atlantic Coast Conference aux couleurs de Clemson.

Les Tigers de Clemson (en anglais : Clemson Tigers ou Clemson Fighting Tigers) sont un club omnisports universitaire qui se réfère aux 17 équipes sportives féminines ou masculines qui représentent l'Université de Clemson située à Clemson dans l'État de Caroline du Sud.
Ses équipes sont membres de la division « Atlantic » de l'Atlantic Coast Conference (ACC) et elles participent aux compétitions universitaires organisées par la National Collegiate Athletic Association (NCAA) au sein de sa Division I.
C'est le programme de football américain qui est le plus réputé et son équipe joue dans le Memorial Stadium qui peut accueillir 80 301 spectateurs. Au niveau du palmarès, les Tigers ont décroché le titre national en 1981, 2016 et 2018. Les programmes masculins de soccer (en 1984 et 1987) et de golf (en 2003) ont également décroché le titre national.
Les Gamecocks de la Caroline de Sud sont les plus grands rivaux des Tigers. Les deux universités se rencontres chaque année[réf. nécessaire]. Dans les autres rivaux on peut citer notamment les Bulldogs de la Géorgie, les Yellows Jackets de Georgia Tech ou encore le Wolfpack de North Carolina State.
En 1896, Walter Riggs (en) arrivant des Tigers d'Auburn, devient l'entraîneur de Clemson dénommée à l'époque « Clemson Agricultural College of South Carolina ». Ayant toujours admiré les Tigers de Princeton, il initie le choix de la couleur orange pour les maillots et du tigre comme mascotte de l'université.

## Sports représentés
| Hommes (8)                                  | Femmes (9)        |
| Athlétisme†                                 | Athlétisme†       |
| Baseball                                    | Aviron            |
| Basket-ball                                 | Basket-ball       |
| Cross country                               | Cross country     |
| Football américain                          | Golf              |
| Golf                                        | (La)Crosse        |
| Football (soccer)                           | Football (soccer) |
| Tennis                                      | Tennis            |
|                                             | Volley-ball       |
| † – Athlétisme en salle et/ou en plein air. |                   |

## Mascotte
Les équipes de Clemson sont connues sous le nom de Tigers depuis 1896, depuis qu'un membre de la première équipe de football américain de l'université dénommé Thompson avait choisi ce surnom en se basant sur l'équipe de football alors dominante des Tigers de Princeton,.
La mascotte costumée de Clemson, The Tiger, apparaît pour la première fois en 1954. Son compagnon The Cub fait ses débuts en 1993. Lors des matchs de football américain, The Tiger fait un nombre de pompes égales au score de Clemson dans le match, tradition qui a débuté en 1980.

## La fanfare
La fanfare Modèle:Tiger Band de l'université trouve son origine dans les fanfares militaires à l'époque où Clemson était une école militaire. Elle prend sa forme actuelle en 1955 lorsque l'université devient mixte. Un petit groupe se produit également lors des matchs de basket-ball.

## Le logopatte de tigre
Le logo en forme de patte de tigre est présenté lors d'une conférence de presse le 21 juillet 1970. Il est créé par John Antonio (en) et développé par Helen Weaver de la société Henderson Advertising à Greenville, en Caroline du Sud, à partir d'un moule de tigre du Bengale envoyé à l'agence par le Musée Field de Chicago,. Le crochet révélateur au bas de la patte est dû à une cicatrice que le tigre avait. Il est également le signe qu'il s'agit d'une marque officielle sous licence de l'université.

## Chant de guerre
L'hymne « Tiger Rag (en) » des Tigers est issu d'un morceau classique de jazz de 1917 du groupe « Original Dixieland Jass Band ». Il a été repris et arrangé comme chant de guerre par plusieurs universités (LSU, Auburn, Texas, ...). Il est adopté par l'Université de Clemson en 1942 et est joué lors de divers événements, rassemblements ou défilés sportifs. Une version a été aménagée pour le carillon sur le campus de Clemson.
| « Long ago way down in the jungle Someone got an inspiration for a tune And that jingle came from the jungle Became famous mighty soon Thrills and chills it sends through you Hot so hot it burns you too Though it's just the growl of the Tiger It was written in a syncopated way More and more they yell for the Tiger Everywhere you go today, they're shoutin : Where's that Tiger ? (x4) Hold that Tiger ! (3x) C-L-E-M-S-O...N ! » |

## Athlétisme
Les Tigers ont compté dans leurs rangs Shawn Crawford, champion olympique du 200 m lors des Jeux d'Athènes en 2004 et Brianna Rollins, championne olympique du 100 m haies lors des Jeux de Rio en 2016.

## Aviron
En 2014, l'équipe d'aviron féminin a compté dans ses rangs Marie Jacquet, championne de France 2013, alors qu'elle était étudiante en biologie.

## Basket-ball
Les équipes de basket-ball jouent au Littlejohn Coliseum, salle de 11 020 places inaugurée le 30 novembre 1968.
L'équipe masculine de basketball de Clemson (en) est entraînée par Brad Brownell (en).
| Apparitions au tournoi final NCAA   | 1980, 1987, 1989, 1990*, 1996, 1997, 1998, 2008, 2009, 2010, 2011, 2018                              |
| Quarts de finale (Élite 8)          | 1980                                                                                                 |
| Huitièmes de finale (Sweet 16)      | 1990*, 1997, 2018                                                                                    |
| Apparitions au NIT                  | 1975, 1979, 1981, 1982, 1985, 1986, 1988, 1993, 1994, 1995, 1999, 2005, 2006, 2007, 2014, 2017, 2019 |
| Finalistes du NIT                   | 1999, 2007                                                                                           |
| Demi-finaliste du NIT               | 1999, 2007, 2014                                                                                     |
| Champions de la Southern Conference | 1939                                                                                                 |
| Champions de l'ACC                  | 1990 (not officially recognized by the conference),                                                  |

* annulé par la NCAA 
L'équipe féminine de basketball de Clemson (en) est actuellement entraînée par Audra Smith.
| Apparitions au tournoi final NCAA        | 1982, 1988–1994, 1996–2002  |
| Quarts de finale (Élite 8)               | 1991                        |
| Huitièmes de finale (Sweet 16)           | 1989, 1990, 1999            |
| Apparition au tournoi AIAW               | 1981                        |
| Apparitions au tournoi WNIT              | 1980, 1984 (3e), 1995, 2004 |
| Champions du tournoi final de l'ACC      | 1996, 1999                  |
| Champion de la saison régulière de l'ACC | 1981                        |

## Football (soccer)
Les équipes de soccer féminin et masculin évoluent dans le Riggs Field stadium, stade historique de 6 500 places, construit en 1915.
L'équipe masculine de soccer de Clemson (en) est le deuxième programme sportif de l'université à avoir remporté le titre national. Elle a en effet remporté le tournoi final de la NCAA en 1984 et en 1987,. Lors de leurs vingt-six apparitions au tournoi final de la NCAA, l'équipe masculine a également perdu deux finales (en 1979 et 2015) et perdu quatre demi-finales (en 173, 1976, 1978 et2005). Au niveau de la conférence ACC, le programme masculin de soccer a remporté 16 titres de conférence. Les Tigers n'ont connu que quatre entraîneurs principaux au cours de leur histoire :
- Dr. I.M. Ibrahim (en) (1967-1994, 388-100-31);
- Trevor Adair (1995-2008, 50-48-10);
- Phil Hindson (en) (Intérimaire en 2009, 6-12-1) ;
- Mike Noonan (en) (depuis 2010).

Oguchi Onyewu (États-Unis), Stuart Holden (Grande-Bretagne) et Paul Stalteri (Canada) figurent parmi les meilleurs joueurs des Tigers et tous trois ont été sélectionnés par leur équipe nationale.
| Champions NCAA                                   | 1984, 1987                                                                                       |
| Finalistes                                       | 1979, 2015                                                                                       |
| Demi-finalistes (Final Four)                     | 1973, 1976, 1978, 1979, 1984, 1987, 2005, 2015                                                   |
| Apparitions au tournoi final NCAA                | 1972–1979, 1981–1985, 1987, 1990, 1991, 1993, 1995, 1997, 1998, 2000–2003, 2005, 2006, 2013-2017 |
| Champions du tournoi final de la conférence ACC* | 1998, 2001, 2014                                                                                 |
| Champions de la conférence ACC                   | 1972*, 1973*, 1974*, 1975*, 1976*, 1977*, 1978*, 1979*, 1981*, 1982*, 1985*, 1990, 1993, 1998    |
| Champions de la Division Atlantic de l'ACC       | 2014 (à égalité)                                                                                 |
| Vainqueurs du Herman Trophy                      | 2 : Bruce Murray en 1987 et Wojtek Krakowiak en 1998                                             |

* - Depuis 1987, le titre de champion de la conférence ACC se décide à l'issue d'un tournoi final et nib plus à la suite des résultats obtenus en saison régulière.
L'équipe féminine de soccer de Clemson (en) est créée en 1994. Elle a remporté à deux reprises le titre de la conférence ACC et s'est qualifiée à seize reprises pour le tournoi final de la NCAA. Elle a pu accéder à quatre reprises aux quarts de finale. Les Tigers ont connu cinq entraîneurs au cours de leur histoire, Tracey Leone (en) (1994-1998 89-39-4), Ray Leone (en) (1999-2000, 33-10-3), Todd Bramble (en) (2001-2007, 80-51-17), Hershey Strosberg (en) (2008-2010, 14-39-1) et Eddie Radwanski (en) (depuis 2011).
| Apparitions au tournoi final NCAA | 1994–2007, 2014-2017   |
| Quarts de finaliste               | 1997, 1999, 2000, 2006 |
| Championnes de la conférence ACC  | 2000, 2016 (à égalité) |

## Football américain
- Couleurs :   (orange et mauve)[15]
- Surnom : Tigers
- Stade :
  - Nom : Memorial Stadium
  - Capacité : 80301
  - Surface de jeu : gazon naturelle
  - Lieu : Clemson, Caroline du Sud
- Conférence :
  - Actuelle : Division « Atlantic » de l'Atlantic Coast Conference (depuis 1953)
  - Anciennes :
    - Southern Intercollegiate Athletic Association (en) (SIAA) (1896–1921)
    - Southern Conference (SC) (1921–1952)
- Internet :
  - Nom site Web : clemsontigers.com
  - URL : https://clemsontigers.com/sports/football/
- Bilan des matchs (en fin de saison 2022) :
  - Victoires : 790 (62,4%)
  - Défaites : 467
  - Nuls : 45
- Bilan des Bowls (en fin de saison 2022) :
  - Victoires : 27 (54%)
  - Défaites : 23
  - Nul : 1
- College Football Playoff (en fin de saison 2022) :
  - Apparitions : 6 (2015, 2016, 2017, 2018, 2019, 2020)
  - Bilan : 6–4
  - Apparitions en College Football Championship Game (en fin de saison 2022) : 1 (1981)
- Titres (en fin de saison 2022) :
  - Titres nationaux : 3 (1981, 2016, 2018)
  - Titres de conférence : 27 (4 en SIAA, 2 en SoCon, 21 en ACC)
  - Titres de division Atlantic de l'ACC : 9 (2009, 2011, 2012, 2015, 2016, 2017, 2018, 2019, 2022)
- Joueurs (en fin de saison 2022) :
  - Vainqueurs du Trophée Heisman : -
  - Sélectionnés All-American : 28
- Hymne : Tiger Rag (en)
- Mascotte : The Tiger
- Fanfare : The Tiger Band
- Rivalités :
  - Actuelles :
    - Caroline du Sud (en)
    - Florida State (en)
    - Georgia Tech (en)

  - Anciennes :
    - Georgia (en)
    - North Carolina State (Textile Bowl) (en)
    - Boston College (O'Rourke–McFadden Trophy) (en)
    - Auburn (en)
    - Alabama (en)

### Tennis
Jay Berger qui a été sélectionné à deux reprises All-America, en tennis pour Clemson est devenu joueur professionnel. Il a été classé no 7 à l'ATP le 16 avril 1990.
L'équipe de tennis féminin a compté dans ses rangs Julie Coin, qui s'est classée 2e au classement NCAA en 2005 alors qu'elle était étudiante en mathématiques.

## Palmarès olympique

### Athlétisme

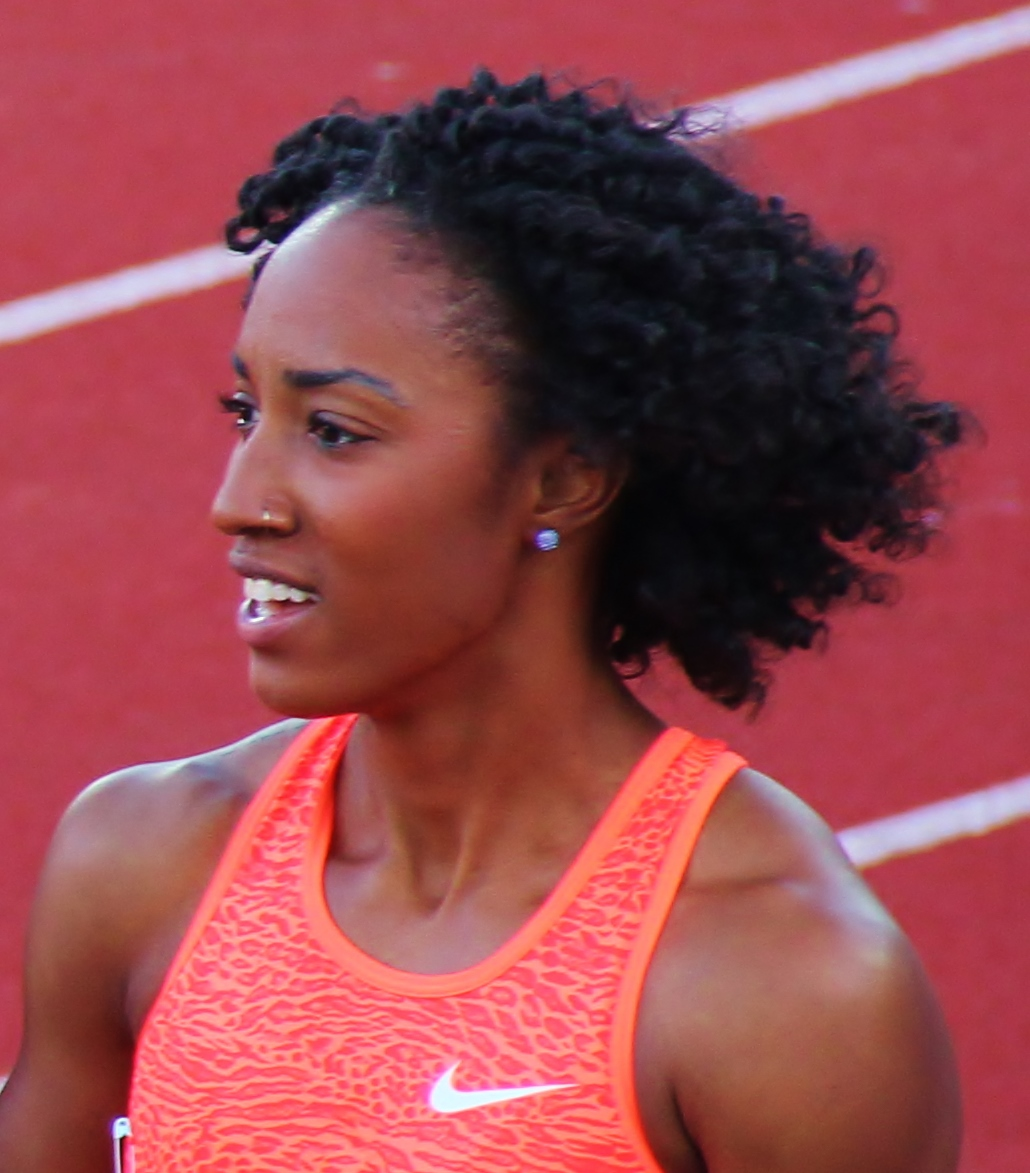
Brianna Rollins.

- Desai Williams (1984, Canada, relais 4x100, bronze)
- Tony Sharpe (1984, Canada, relais 4x100, bronze)
- Mark McKoy (1992, Canada, 110 hurdles, or)
- Kim Graham (1996, États-Unis, relais 4x400, or)
- Carlton Chambers (1996, Canada, relais 4x100, or)
- Shawn Crawford (2004 et 2008, États-Unis, 200m or et relais 4x100 argent (2004), 200m argent (2008))
- Michelle Burgher (2004, Jamaïque, relais 4x400, bronze)
- Brianna McNeal (2016, États-Unis, 100m haies, or)

### Baseball
- Mike Milchin (1988, États-Unis, lanceur, or)
- Kris Benson (1996, États-Unis, lanceur, bronze)
- Billy Koch (1996, États-Unis, lanceur, bronze)
- Matthew LeCroy (1996, États-Unis, receveur, bronze)

### Lutte
- Noel Loban (1984, Grande-Bretagne, bronze)
- Samuel Henson (2000, États-Unis, argent)

### Natation
- Michele Richardson (1984, États-Unis, 800 libre, argent)
- Mitzi Kremer (1988, États-Unis, relais 400 libre, bronze)

### Tennis
- Gigi Fernández (1992 et 1996, États-Unis, en double, or)

## Stades
La plus grosse infrastructure de Clemson est le Memorial Stadium, stade de son équipe de football américain. Son terrain est dénommé le Frank Howard Field (en). Le stade porte le surnom de « Death Valley ». Le Memorial Stadium englobe la « WestZone », terminée en 2006. Dès la fin de la première phase des travaux de la WestZone, la capacité du stade a été portée à 80 301 spectateurs. La WestZone abrite de nombreux bureaux dont ceux des entraîneurs de l'équipe de football américain, des salles de musculation, des vestiaires et un centre de recrutement.
Les joueuses et joueurs des équipes de basketball jouent leurs matchs dans le Littlejohn Coliseum d'une capacité de 10 000 spectateurs. IL abrite également de nombreux événements organisés sur le campus tout au long de l'année, dont des concerts et ou cérémonies de remise de diplômes.
Le Doug Kingsmore Stadium (en), récemment rénové, héberge les rencontres de baseball.
Les équipes féminines et masculines de soccer jouent leur matchs dans l'historique Riggs Field (en).
D'autres infrastructures sont consacrées aux autres sports : le parcours de golf dénommé Walker Golf Course, le Hoke Sloan Tennis Center pour le tennis, le Jervey Gym (en) pour le volleyball, le Rock Norman Track Complex pour l'athlétisme et le McHugh Natatorium pour la natation. Les activités féminines relatives à l'aviron se déroule à proximité sur le lac Hartwell.